# Marge perd la boule
Marge perd la boule (France) ou Marge prend sa revanche (Québec) (Life on the Fast Lane) est le 9e épisode de la première saison de la série télévisée d'animation Les Simpson.

## Synopsis
C'est le trente-quatrième anniversaire de Marge, ses cadeaux comprennent un parfum français bon marché de la part de Bart et une carte d'anniversaire en macaroni faite maison de la part de Lisa. Cependant, Homer avait complètement oublié sa date d'anniversaire alors il s'est empressé d'aller au centre commercial pour acheter un cadeau de dernière minute à Marge et fait le geste irréfléchi d'acheter une boule de bowling très dispendieuse. La fête se déroule à La Bavette chantante, un restaurant où les serveurs chantent, recommandé par Patty et Selma. Marge est très insultée que son cadeau soit un objet qu'Homer a égoïstement acheté pour son usage personnel. Pour le punir, elle décide de le garder et de l'utiliser quand même.
Marge va donc jouer pour la première fois de sa vie, mais elle n'est pas très douée. Sur la piste voisine, elle rencontre Jacques, un joli Français professeur de bowling qui lui offre des leçons. Elle découvre alors en Jacques un homme charmant et sentimental, tout le contraire de ce qu'est Homer. Après la première leçon, Jacques l'invite à prendre un brunch et même si elle se sent coupable, elle accepte.
Le jour du brunch, ils se retrouvent devant Helen Lovejoy, une grande commère qui se demande pourquoi Marge prend un brunch avec un homme qui n'est pas son mari, mais Jacques lui explique qu'il est son professeur de bowling, tout simplement. Cependant, dès qu'elle ne peut plus les entendre, Jacques invite Marge dans son appartement. Marge accepte l'invitation, mais elle a un dilemme moral en cours de route. Elle arrive à une intersection, un chemin conduit à l'appartement de Jacques tandis que l'autre conduit à la centrale nucléaire de Springfield, l'endroit où Homer travaille. Après plusieurs interrogations, elle décide d'aller à la centrale. Homer quitte finalement la centrale joyeusement avec Marge dans ses bras.